# Corni (Galați)
Corni is een Roemeense gemeente in het district Galați.
Corni telt 2366 inwoners.